# مگس‌های برگ‌نشین
مگس‌های برگ‌نشین (نام علمی: Lauxaniidae) نام یک تیره از فروراسته مگس‌خانگی‌ریختان است.

## نگارخانه

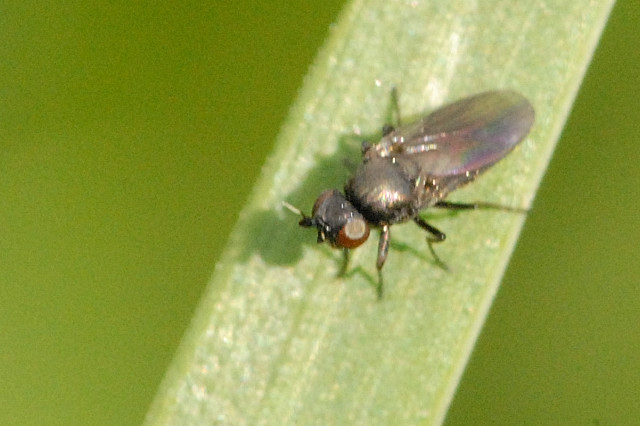
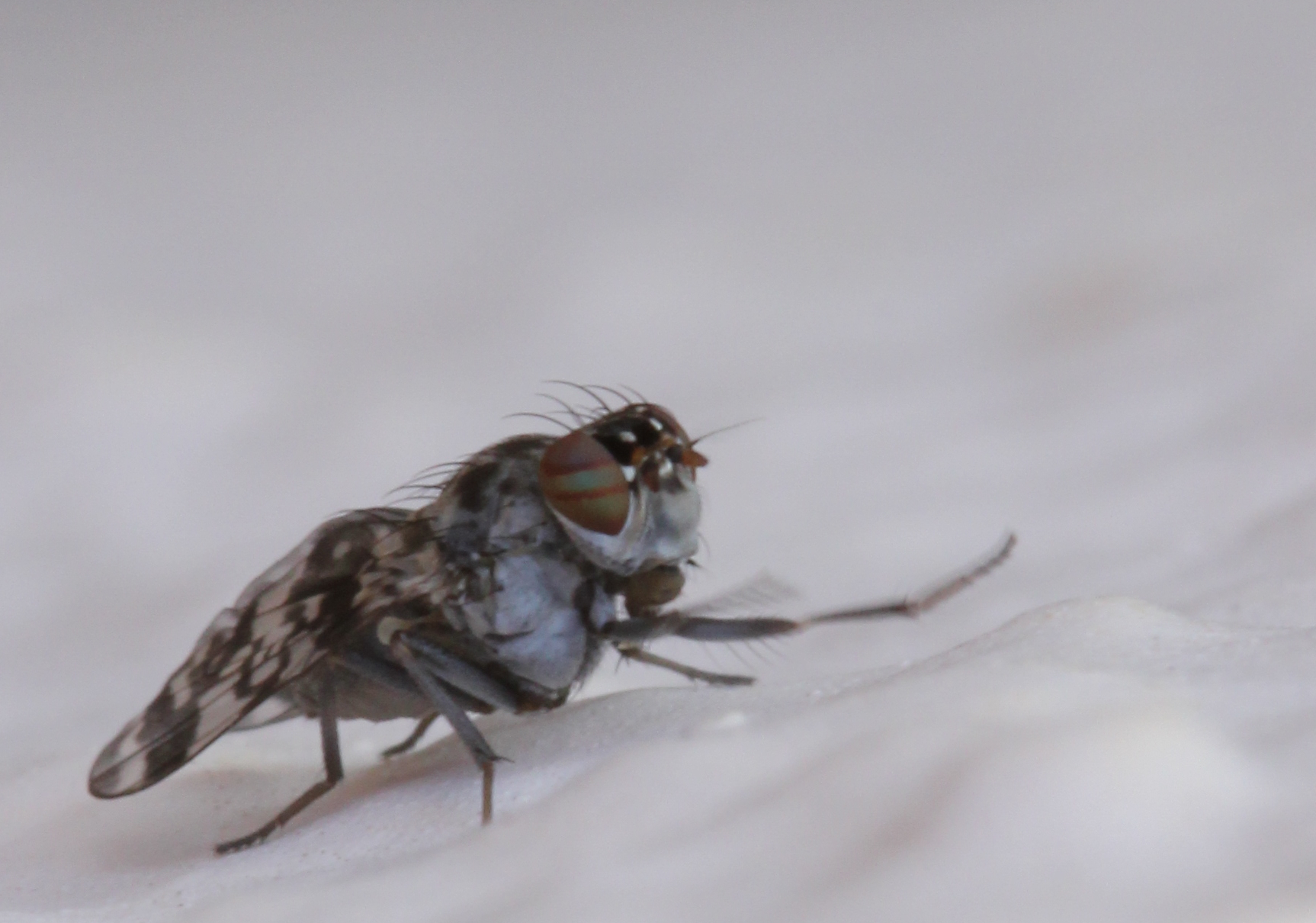
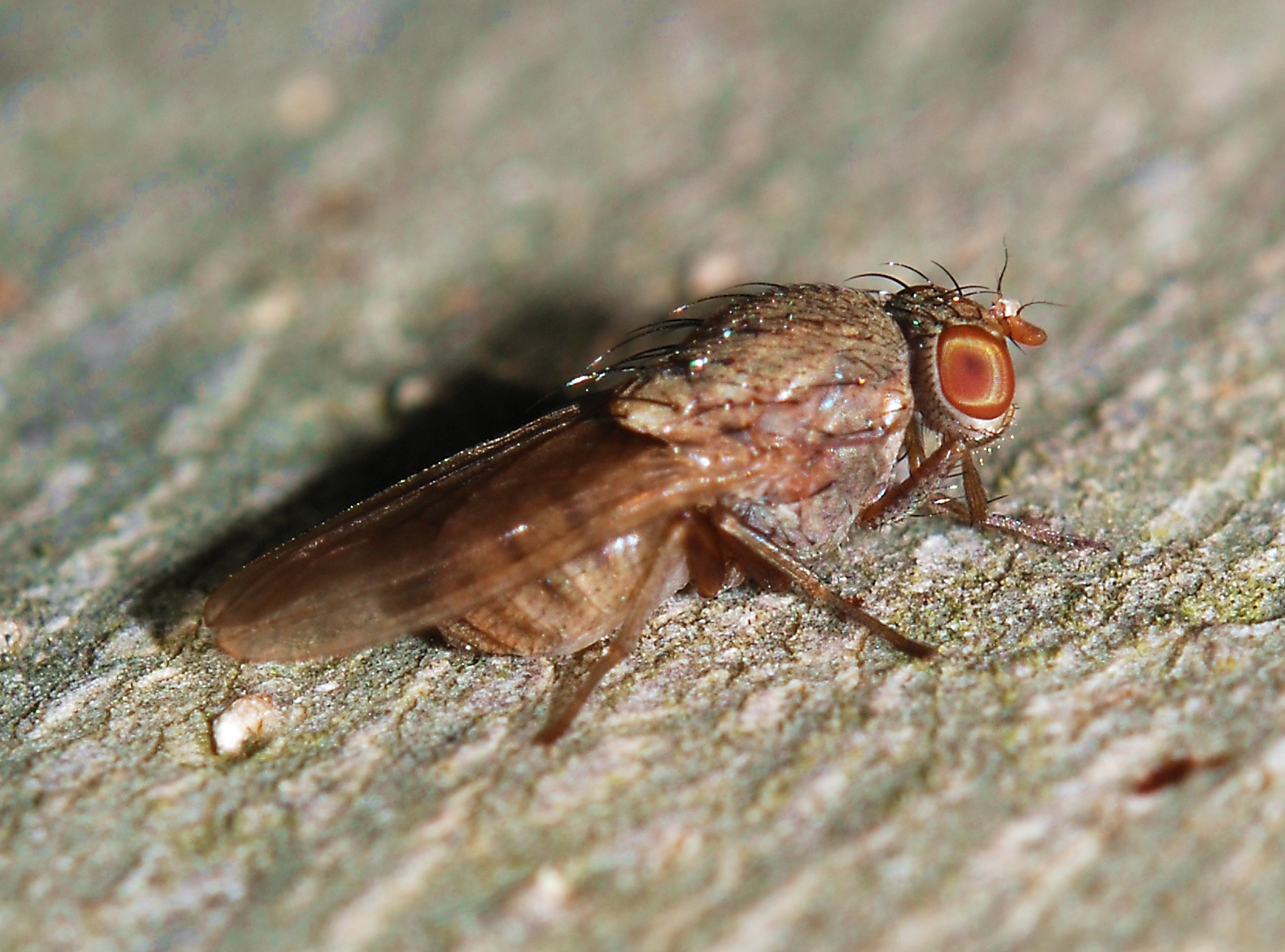
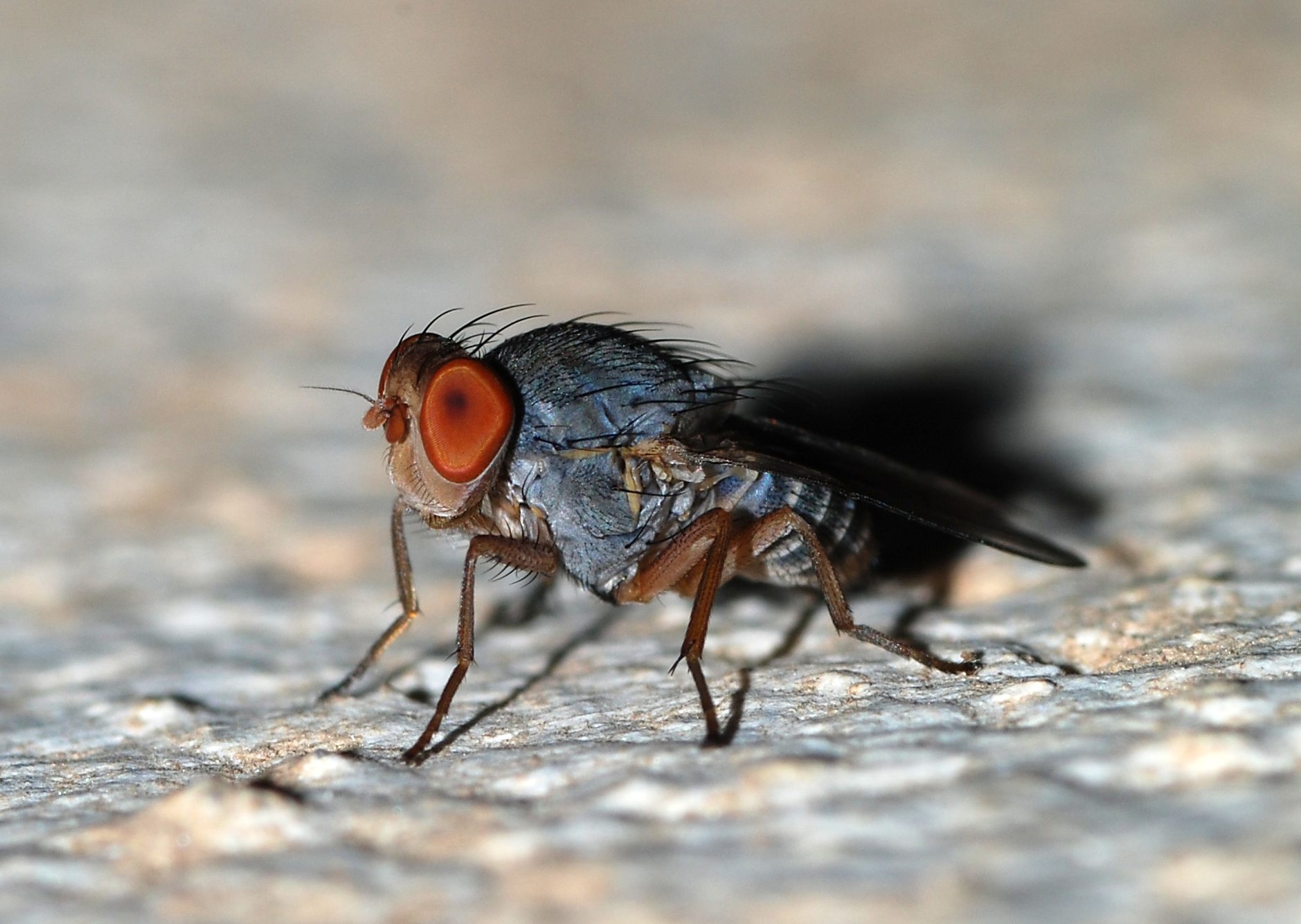
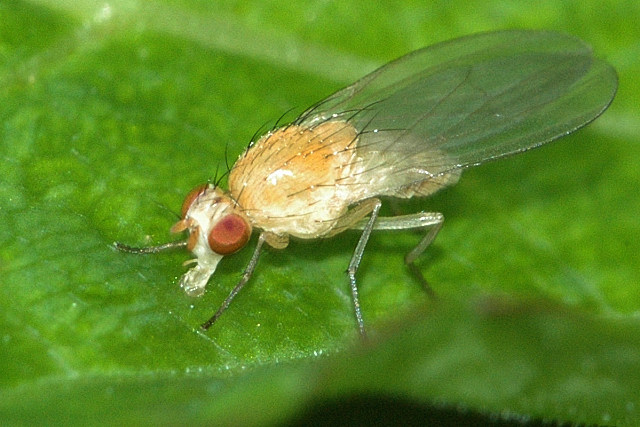